# Tour de Cala Grande
La tour de Cala Grande (en italien : Torre di Cala Grande), est une tour côtière située dans la commune de Monte Argentario (province de Grosseto), en Toscane,. Son emplacement est sur la côte ouest du promontoire de l'Argentario, non loin de la ville de Porto Santo Stefano. 

## Historique
La tour a été construite par les Siennois à l'époque de la Renaissance, plus précisément au XVe siècle, avec des fonctions défensives et d'observation le long de ce qui, à cette époque, était la partie côtière sud de la république de Sienne. À l'origine, elle s'appelait Torre di Poggio de' Porri.
La fortification a été restructurée à la fin du XVIe siècle par les Espagnols, pour mettre en œuvre et améliorer le système défensif de l'État des Présides et pour protéger les côtes les plus occidentales du promontoire de l'Argentario.
Au XVIIIe siècle, la tour fut renforcée en 1739 et, en 1779, grâce à une restructuration, elle reçut un aspect plus fortifié.
Au XIXe siècle, près de la tour, perdue plus tard, fut construite la chapelle de la Madonna del Rosario. La tour remplit ses fonctions d'observation, de défense et d'offensive jusqu'à la fin du XIXe siècle, lorsque le complexe, entre-temps passé au ministère de la Défense après l'unification de l'Italie, fut profondément modifié et transformé en phare. Sa gestion fut confiée à la Regia Marina.
Dans la seconde moitié du XXe siècle, le phare fut également abandonné, le complexe fut vendu à des particuliers et transformé en immeuble résidentiel.

## Description
La tour a un aspect complètement modifié par rapport à la disposition originale de la fin du XVIe siècle. Les travaux, qui ont conduit à la transformation du complexe de tour de guet en phare, ont été décisifs dans la modification de l'aspect original de la structure.
Les structures murales qui composaient la tour se sont retrouvées entièrement intégrées au complexe actuel. A l'origine, la tour avait une section carrée, sans couronnement au sommet. 